# Price Town
Price Town är en ort i Storbritannien.   Den ligger i kommunen Bridgend och riksdelen Wales, i den södra delen av landet, 240 km väster om huvudstaden London. Price Town ligger 183 meter över havet och antalet invånare är 2 348.
Terrängen runt Price Town är lite kuperad. Runt Price Town är det tätbefolkat, med 947 invånare per kvadratkilometer. Närmaste större samhälle är Rhondda, 7,5 km nordost om Price Town. Trakten runt Price Town består i huvudsak av gräsmarker.